# Olle Rolén
Olle Rolén (* 21. Oktober 1944 in Åre, Jämtlands län) ist ein ehemaliger schwedischer Skirennfahrer sowie Weltmeisterschafts- und Olympiateilnehmer, der sieben Mal schwedischer Meister wurde.

## Karriere
Roléns beste Platzierung im Weltcup war mit 93 Hundertstelsekunden Rückstand der fünfte Platz im Slalom von Madonna di Campiglio am 5. Februar 1967, bei dem die Franzosen Guy Périllat, Louis Jauffret, Léo Lacroix und Jules Melquiond einen Vierfachsieg feierten. Roléns Landsmann Lars Olsson kam in diesem Rennen auf den zehnten Platz. Bis 1970 kam Roléns bei vier weiteren Weltcup-Slaloms unter die besten zehn.
Bei den Olympischen Spielen war Roléns beste Slalom-Platzierung der 28. Platz in Innsbruck 1964, den der Österreicher Josef Stiegler vor den US-Amerikanern Billy Kidd und Jimmy Heuga gewinnen konnte. Im ersten Durchgang lag Rolén auf dem 46. Platz, mit der sechzehntschnellsten Laufzeit im zweiten Durchgang konnte er sich auf Platz 28 verbessern. Vor Rolén lag der Pole Bronisław Trzebunia und hinter ihm der Norweger Jon Terje Øverland. In diesem Rennen war Rune Lindström auf Platz 26 der beste Schwede; Lars Olsson und Bengt-Erik Grahn wurden disqualifiziert.
Vier Jahre später errang Rolén den 20. Platz im olympischen Riesenslalom in Grenoble und lag damit hinter dem Tschechoslowaken Milan Pažout und vor dem Norweger Bjarne Strand. Der Sieg ging an den Franzosen Jean-Claude Killy vor dem Schweizer Willy Favre und dem Österreicher Heinrich Messner. Der beste Schwede war Rune Lindström auf Platz 16, Bengt-Erik Grahn kam auf Platz 39 und Lars Olsson wurde disqualifiziert.
1972 schied er in Riesenslalom und Slalom aus, doch errang seine beste Abfahrts-Olympiaplatzierung. Dort kam Rolén auf Platz 34 hinter dem Briten Royston Varley und vor dem Japaner Masahiko Otsue. Bernhard Russi und Roland Collombin holten einen Schweizer Doppelsieg vor dem Österreicher Heinrich Messner. Der beste Schwede war Manni Thofte auf Platz 28, Rolén und Thofte waren die einzigen Schweden in dieser Abfahrt.

## Erfolge

### Olympische Spiele
- Innsbruck 1964: 37. in der Abfahrt, 30. im Riesenslalom, 28. im Slalom
- Grenoble 1968: 20. im Riesenslalom, DNQ1 im Slalom
- Sapporo 1972: 34. in der Abfahrt, DNF1 im Riesenslalom, DNF1 im Slalom

### Weltcupwertungen
| Saison  | Gesamt | Gesamt | Abfahrt | Abfahrt | Riesenslalom | Riesenslalom | Slalom | Slalom |
| Saison  | Platz  | Punkte | Platz   | Punkte  | Platz        | Punkte       | Platz  | Punkte |
| ------- | ------ | ------ | ------- | ------- | ------------ | ------------ | ------ | ------ |
| 1967    | 29.    | 8      |         |         |              |              | 16.    | 8      |
| 1968/69 | 41.    | 5      |         |         |              |              | 21.    | 5      |
| 1969/70 | 45.    | 6      |         |         |              |              | 25.    | 6      |

### Nationale Meisterschaften
- 1962: 1. im Riesenslalom
- 1965: 1. in der Abfahrt, 1. im Riesenslalom, 1. im Slalom
- 1967: 1. in der Abfahrt
- 1965: 1. im Slalom
- 1971: 1. im Riesenslalom